# 霞中庵 竹内栖鳳記念館
霞中庵 竹内栖鳳記念館（かちゅうあん　たけうちせいほうきねんかん）は京都府京都市右京区にあった美術館。

## 概要
洛西嵯峨にある近代日本画家の巨匠竹内栖鳳が大正初期に建てた別邸の庭園に建ち、館内には竹内栖鳳の作品を中心に小野竹喬、土田麦僊、上村松園ら京都画壇の作品約1000点を収蔵していた。
保津川の流れを取り入れ嵐山を借景とした約3000坪の回遊式日本庭園は、栖鳳の趣向で作庭されたといわれている。記念館に隣接して栖鳳のアトリエ「霞中庵」が建っている。
2003年に以下の経緯により株式会社ボークスに売却され、現在は同社の球体関節人形スーパードルフィーの展示・販売施設「天使の里」として会員限定で予約制により公開されている。(非会員であっても会員に同伴の形であれば入館可能。)
霞中庵の元所有者でホテルなどを運営していた京都プラザグループが2002年に経営破綻、所蔵していた美術品の一部は売却された。土地・建物なども一度は競売手続きが進められたがその後中止され、管財人が売却先を探していた。数十件の購入申し出があったが、霞中庵や同じ敷地内にある竹内栖鳳記念館の保存を条件に株式会社ボークスへの売却が決まり、売却されずに残された栖鳳の代表作「金獅」など、所蔵絵画約70点を含め2003年11月末に引き渡された。霞中庵は庭園とともに修復して保存し、絵画は竹内栖鳳記念館で保管されているが、現在非公開となっている。

## 主な収蔵品（2003年売却前）
- 竹内栖鳳『群鵜』（1913年）
- 小野竹喬『溪竹新霽』（1938年）
- 信楽大壺（信楽窯、室町時代）

## 施設・展示内容（2003年売却前）
- 展示室A― 竹内栖鳳の作品
- 展示室B― 国画創作協会の画家の作品
- 展示室C― 栖鳳門下の画家の作品
- 展示室D― 京都画壇の画家の作品・企画展

## 所在地
- 〒616-8371 京都府京都市右京区嵯峨天竜寺若宮町12

## 交通アクセス
- JR 嵯峨野線 嵯峨嵐山駅 北口より徒歩5分
- 京福電鉄 嵐電嵯峨駅 徒歩10分